# Campionati del mondo di ciclismo su strada 2023 - Gara in linea femminile Under-23
La seconda edizione della gara in linea femminile Under-23 ai Campionati del mondo di ciclismo su strada si è svolta il 13 agosto 2023 su un percorso di 154,1 km, con partenza da Loch Lomond e arrivo a Glasgow, nella Scozia, in Gran Bretagna. L'ungherese Kata Blanka Vas ha vinto il titolo iridato davanti all'olandese Shirin van Anrooij e alla britannica Anna Shackley.
Partenza da Loch Lomond con 57 cicliste, delle quali 19 hanno portato a termine la competizione.

## Classifica (Top 10)
| Pos. | Corridore           | Squadra       | Tempo    |
| ---- | ------------------- | ------------- | -------- |
| 1    | Kata Blanka Vas     | Ungheria      | 4h06'46" |
| 2    | Shirin van Anrooij  | Paesi Bassi   | s.t.     |
| 3    | Anna Shackley       | Gran Bretagna | s.t.     |
| 4    | Julie De Wilde      | Belgio        | a 10'08" |
| 5    | Megan Jastrab       | Stati Uniti   | a 10'15" |
| 6    | Marthe Goossens     | Belgio        | s.t.     |
| 7    | Dominika Włodarczyk | Polonia       | s.t.     |
| 8    | Linda Riedmann      | Germania      | s.t.     |
| 9    | Sarah Van Dam       | Canada        | s.t.     |
| 10   | Ella Wyllie         | Nuova Zelanda | s.t.     |